# Mario & Sonic ai giochi olimpici di Londra 2012
Mario & Sonic ai giochi olimpici di Londra 2012 (マリオ&ソニック AT ロンドンオリンピック?, Mario ando Sonikku atto Rondon Orinpikku, lett. "Mario & Sonic alle Olimpiadi di Londra") è un videogioco sportivo sviluppato e pubblicato in Giappone da Nintendo e nel resto del mondo da SEGA. Il gioco possiede la licenza del Comitato Olimpico Internazionale ed è disponibile solamente per Nintendo Wii e Nintendo 3DS.
Riunisce i due personaggi più diciotto titolari di entrambe le squadre, ogni gioco è realizzato negli ambienti delle sedi ufficiali dei Giochi olimpici.
Diversi gli eventi olimpici sul Wii, tra cui calcio, badminton, equitazione che faranno il loro debutto al fianco versioni migliorate di eventi già esistenti come atletica, nuoto e tennis da tavolo. Il gioco Wii introdurrà gli "Eventi sogno", con versioni alternative di eventi olimpici che si svolgono però nei vecchi luoghi di ambientazione della serie Mario e Sonic. La versione Wii introduce anche nuovi meccanismi di cooperazione e una modalità Party.
Nella versione Wii sono presenti 21 eventi olimpici e 10 eventi sogno, mentre nella versione 3DS sono presenti 57 eventi olimpici.

## Modalità di gioco
Sono disponibili 20 personaggi fin dall'inizio, senza la possibilità di sbloccarne nuovi. Su Wii sono presenti ventuno discipline olimpiche, dieci eventi sogno ed una modalità aggiuntiva, Sfide Londinesi. Su 3DS ci sono 57 eventi olimpici e una modalità storia. Gli atleti sono divisi tra esponenti degli universi Nintendo e SEGA, e possono essere classificati in quattro differenti categorie: completo, abilità, potenza, velocità.

### Eventi su Wii

#### Pista
- 100 metri piani
- 110 metri ostacoli
- Staffetta 4×100 metri

#### Campo
- Salto in lungo
- Lancio del martello
- Lancio del disco
- Lancio del giavellotto

### Sport acquatici
- 100 metri stile libero
- Nuoto sincronizzato a squadre

### Ginnastica
- Trampolino elastico
- Parallele asimmetriche
- Ritmica - Nastro

### Altro
- Equitazione - Salto a ostacoli
- 1000 m canadese
- Tiro a segno - Pistola
- Calcio
- Ciclismo su pista - Inseguimento a squadre
- Badminton (doppio)
- Beach volley
- Tennis tavolo (singolo)
- Scherma - Spada

### Eventi sogno
- Equitazione (Prateria Verde, Mario Kart Wii)
- Rafting (Fiume Pesce Smack, New Super Mario Bros Wii)
- Volo spaziale (Galassia Megaroccia sincronizzata, Super Mario Galaxy)
- Ostacoli (Galassia Megaroccia, Super Mario Galaxy)
- Salto (Album di Yoshi, Yoshi's Story)
- Lancio del disco (Windy Valley, Sonic Adventure)
- Trampolino elastico (Crazy Gadget, Sonic Adventure 2)
- Parallele asimmetriche (Grand Metropolis Zone, Sonic Heroes)
- Scherma (Ocean Palace Zone, Sonic Heroes)
- Sprint (BINGO Highway Zone, Sonic Heroes)

### Sfide londinesi
Su Wii è presente una modalità party, chiamata Sfide londinesi, in cui un massimo di 4 giocatori si sfidano in giochi bonus ed eventi per raccogliere figurine e completare un album. Chi completa per primo il numero stabilito di album vince e viene decretato Campione Sfide londinesi.
Tra i vari personaggi che si incontreranno nella partita, alcuni offrono figurine grandi che ricoprono 4 riquadri se il giocatore sfiderà e batterà l'avversario. Alcuni di questi dopo che il giocatore li avrà sconfitti appariranno di nuovo per una rivincita in un altro evento. Gli avversari sono Tartosso (Tennis tavolo e Ostacoli Sogno), Strutzi (100 m Stile libero e Badminton), Eggman Nega (Scherma e Scherma Sogno), Rouge (110 m a ostacoli), Omega (100 m piani e Staffetta 4x100 m*), Re Boo (Sprint Sogno), Jet (Disco Sogno) e Skelobowser (Salto Sogno)

### Atletica
- 100 metri piani (Eroi)
- 110 metri ostacoli (Sfidanti)
- 1500 metri piani (Sfidanti)
- 3000 metri siepi (Sfidanti)
- Staffetta 4×100 metri (Eroi)
- Maratona (Eroi)
- Salto in lungo (Imbroglioni)
- Salto triplo (Sfidanti)
- Lancio del martello (Potenti)
- Getto del peso (Sfidanti)
- Lancio del giavellotto (Potenti)
- Salto con l'asta (Eroi)
- Marcia 20 km (Eroi)

### Sport acquatici
- 100 metri stile libero (Eroi)
- 100 metri dorso (Ragazze)
- 100 m stile rana (Imbroglioni)
- Pallanuoto (Sfidanti)
- Tuffi Piattaforma 10 metri sincro (Imbroglioni)
- Nuoto sincronizzato a coppie (Eroi)
- Nuoto sincronizzato a squadre (Ragazze)
- Nuoto di Fondo Maratona 10 km (Sfidanti)

### Sport e giochi sul campo
- Badminton singolo (Imbroglioni)
- Badminton doppio (Eroi)
- Tennis tavolo doppio (Eroi)
- Tennis singolo (Potenti)
- Beach Volley (Ragazze)
- Pallacanestro (Sfidanti)
- Pallamano (Imbroglioni)
- Calcio (Potenti)
- Hockey (Imbroglioni)

### Sport di contatto
- Pugilato (Potenti)
- Judo (Eroi)
- Scherma - Spada (Eroi)
- Taekwondo (Imbroglioni)
- Lotta libera (Potenti)

### Ginnastica
- Ritmica - Nastro a squadre (Ragazze)
- Trave di equilibrio (Ragazze)
- Corpo libero (Sfidanti)
- Anelli (Potenti)
- Sbarra (Eroi)
- Trampolino elastico (Sfidanti)

### Ciclismo
- Sprint (Eroi)
- Omnium (Ragazze)
- Keirin (Ragazze)
- BMX (Eroi)

### Equitazione
- Equitazione - Salto a ostacoli a squadre (Ragazze)

### Giochi nautici
- Kayak 1000 m singolo (Imbroglioni)
- Slalom canadese a coppie (Ragazze)
- Canottaggio tarata a 4 senza (Eroi)
- Vela classe 470 a coppie (Eroi)

### Tiro a segno
- Double trap (Potenti)
- Tiro con l'arco individuale (Ragazze)
- Tiro con l'arco a squadre (Eroi)
- Pistola automatica 25 m (Imbroglioni)

### Sollevamento pesi
- Sollevamento pesi 150–220 kg (Potenti)

### Multi-discipline
- Triathlon (Eroi)
- Pentathlon moderno (Eroi)

## Personaggi
I personaggi disponibili sono divisi in 4 categorie: Potenti, Completi, Veloci e Abili.
Come suggerisce il nome, i 5 personaggi "Potenti" sono i più forti fisicamente, e quindi più adatti nelle gare come il Martello o il Giavellotto. Lo stesso vale per quelli "Veloci" e "Abili". "Completi" sono personaggi con statistiche nella media e quindi non scarseggiano ma nemmeno eccellono in alcun campo, come ad esempio Mario, ed è adatto a gare come la Piattaforma 10 m o il Trampolino.

### Potenti
- Wario (Mario)
- Knuckles (Sonic)
- Bowser (Mario)
- Vector (Sonic)
- Donkey Kong (Mario)

### Completi
- Luigi (Mario)
- Amy (Sonic)
- Mario (Mario)
- Blaze (Sonic)
- Bowser Jr. (Mario)

### Veloci
- Shadow (Sonic)
- Daisy (Mario)
- Sonic (Sonic)
- Yoshi (Mario)
- Metal Sonic (Sonic)

### Abili
- Tails (Sonic)
- Peach (Mario)
- Dr. Eggman (Sonic)
- Waluigi (Mario)
- Silver (Sonic)

I personaggi sono divisi e separati in due Team, il Team Mario e il Team Sonic.

### Gruppi
Nella versione Nintendo 3DS i personaggi sono divisi per 4 in 5 diversi gruppi a seconda delle loro abilità negli eventi e personalità, a ogni gruppo spetta un certo tipo di eventi.
- Eroi: Mario, Sonic, Luigi, e Tails
- Ragazze: Amy, Peach, Blaze e Daisy
- Imbroglioni: Dr Eggman, Wario, Metal Sonic, Waluigi
- Forzuti: Knuckles, Bowser, Vector, Donkey Kong
- Sfidanti: Yoshi, Shadow, Bowser.Jr, Silver

## Personaggi non giocabili
Questi personaggi vengono visti come avversari CPU in eventi di squadra nella versione per 3DS ma che non sono giocabili.
- Squadra Tipo Timido blu (solo eventi di squadra a 4)
- Squadra Tipo Timido giallo (solo eventi di squadra a 4)
- Squadra Tipo Timido verde (solo eventi di squadra a 4)
- Squadra Koopa (solo eventi di coppia)
- Squadra Chao (solo eventi di coppia)

## Giudici

### Organizzatori
- Cream (Sonic)
- Toad (Mario)

### Vip
- Omochao (Sonic)

### Arbitri
- Lakitu (Mario)
- Espio (Sonic)
- Toad (Mario)
- Charmy (Sonic)
- Orbot (Sonic) (Solo versione Nintendo 3DS)
- Cubot (Sonic) (Solo versione Nintendo 3DS)